# Rikke Schmidt
Rikke Petersen-Schmidt, née Rikke Poulsen-Schmidt le 14 janvier 1975 à Aarhus, est une handballeuse internationale danoise qui évolue au poste de gardienne de but.
Avec l'équipe du Danemark, elle participe notamment aux jeux olympiques de 2000 et 2004 où elle remporte deux médailles d'or. Elle est élue meilleure gardienne du tournoi olympique en 2004.

## Palmarès

### En équipe nationale
Jeux olympiques d'été
- médaille d'or aux Jeux olympiques de 2000 à Sydney
- médaille d'or aux Jeux olympiques de 2004 à Athènes

championnats d'Europe 
- finaliste du championnat d'Europe 2004

### En club
compétitions internationales
- vainqueur de la Ligue des champions en 2004 et 2005 (avec Slagelse FH)
- vainqueur de la coupe EHF en 2003[5] (avec Slagelse FH)
- finaliste de la coupe EHF en 2007 (avec Ikast Bording EH)
- finaliste de la coupe d'Europe des vainqueurs de coupe en 2010 (avec KIF Vejen)

compétitions nationales
- championne du Danemark en 2003 et 2005
- vainqueur de la coupe du Danemark en 2005

### Distinctions individuelles
- meilleure gardienne du tournoi olympique de 2004[4]
- élue meilleure gardienne du championnat du Danemark en 2004[6]